# Paul Craig (friidrottare)
Paul Craig, född 2 september 1953, är en friidrottare från Kanada. Han deltog vid olympiska sommarspelen 1976.